# Zalog pri Cerkljah
Zalog pri Cerkljah este o localitate din comuna Cerklje na Gorenjskem, Slovenia, cu o populație de 386 de locuitori.